# Squad
Squad ist die Bezeichnung für eine militärische Teileinheit in anglophonen Streitkräften. Nicht zu verwechseln mit Section in den französischen Streitkräften.

## Militär
In der United States Army entspricht die Squad einer Teileinheit, die aus 8 bis 12 Soldaten besteht und in der Regel von einem Sergeant geführt wird. Die Squad unterteilt sich bei den US-Streitkräften in zwei Trupps aus vier bis fünf Soldaten, die als Fireteam bezeichnet werden können. Jeweils zwei bis vier Squads bilden ein Platoon, das etwa dem Zug der Bundeswehr entspricht.
Das Äquivalent in der British Army ist die Section (ebenso in der australischen und kanadischen Armee). Eine britische Section umfasst 8 Soldaten, die sich auf zwei Vierertrupps aufteilen. Eine britische Section wird in der Regel von einem Corporal geführt.
Der Squad entspricht beim deutschen, österreichischen und Schweizer Militär die Gruppe.

## Verwendung in anderen Bereichen
Der Begriff Squad für eine Gruppe wird auch in anderen Bereichen verwendet, etwa bei Feuerwehr oder Polizei, auch z. B. beim Cheerleading. In der Hip-Hop-Kultur bezeichnet der Begriff eine informelle Gruppe von Individuen, die sich durch Freundschaft und Solidarität auszeichnet. So ist er etwa bei The Terror Squad verwendet und von vier US-Politikerinnen, die als The Squad bekannt sind.